# Templul lui Hefaistos
Templul lui Hefaistos și Athena Ergane (în greacă: Ναός του Ηφαίστου και της Αθηνάς Εργάνης), cunoscut și ca Hephaisteion (Ηφαιστείον) sau Theseion (Θησείον), este cel mai bine conservat templu antic grec. Acesta este un templu construit în ordinul doric peripteral, situat la partea de nord-vest a Agorei din Atena, pe vârful dealului Kolonos Agoraios (Αγοραιος). Din secolul al VII-lea până în 1834, acesta a servit ca Biserică Ortodoxă Greacă cu hramul Sf. Gheorghe din Akamates (Ἀγιος Γεώργιος Ακαμάτης).

## Nume
Hephaestus a fost patron-zeu al lucrului din metal. Atena Ergane a fost patron-zeița a lucrurilor din ceramică și meșteșugurilor, în general.Au existat numeroase magazine Potter și fabrici pentru metal care lucrează în imediata apropiere a templului, care justifică dedicarea a templului la aceste două zeități.Dovezile arheologice indică faptul că nu a existat o clădire în trecut, situată în partea de sus a dealului, cu excepția unui mic sanctuar care a fost ars atunci când perșii au ocupat Atena, în 480 î.Hr.

## Construcția
După bătălia de la Plateea, grecii au jurat să-și reconstruiască sanctuarele, distruse de perși în timpul invaziei lor din Grecia, dar le-au lăsat în ruine, ca un memento perpetuu pentru ferocitatea barbară. Atenienii și-au folosit fondurile lor spre refacerea economiei și întărirea influenței lor în Liga Delian. Atunci când Pericles a venit la putere, el și-a imaginat un mare plan pentru a transforma Atena în centrul puterii și culturii grecești.

## Descrierea
Arhitectul a fost unul dintre cei care au ajutat la Parthenon, Ictinos. Materialul folosit este de marmura Pentelică, cu excepția  a cel mai mic pas al crepidomaei, care este din calcar și sculpturile decorative pentru care marmura mai scumpă,Paross a fost aleasă. Dimensiunile din templu sunt de 13.708 m  de la nord la sud și de 31.776 m de la est la vest, cu șase coloane pe laturile de scurt est și vest și treisprezece coloane de-a lungul laturi mai lungi de nord și de sud (cu patru coloane colțul fiind numărat de două ori).
Cladirea are un pronaos (πρόναος), o carcasă principală din camera cultului imaginilor de divinități, și anume o Cella (σηκός), și un opisthodomos. Alinierea antae al pronaosului (πρόναος) cu coloanele a trei flancuri peristiliene este o caracteristica unica de construire a templului de la mijlocul secolului al IV-lea î.Hr.. Nu a fost, de asemenea, o colonadă interioară doric (κιονοστοιχία), cu cinci coloane de pe latura de nord și de sud și trei în întreaga sfârșitul (cu coloane de colt de numărare de două ori).